# Windows Ultimate Extras
Windows Ultimate Extras — специальные приложения, доступные только для пользователей Windows Vista Ultimate. Windows 7 Ultimate не включает в себя Windows Ultimate Extras. 
Среди них:
- Windows DreamScene;
- Hold’em Poker;
- Microsoft Tinker;
- Звуковая схема "Tinker" (звуки из игры "Microsoft Tinker");
- Звуковые схемы "Pearl" и "Glass";
- Windows DreamScene packs;
- InkBall;
- Chess Titans;
- Mahjong Titans.

Windows DreamScene — утилита, позволяющая использовать видеофайлы как обои на своём компьютере (поддерживаются видеокарты только с 3D-ускорителем, проще сказать, только те, которые поддерживают интерфейс Windows Aero). Также дополнительная утилита для DreamScene — это программа Stardock DeskScapes, — она предоставляет возможность установки в качестве фонового рисунка файлов с расширением «TEST.dream» и некоторые другие функции. Скопировать, удалить, изменить, переместить видеообои можно в папке %SystemRoot%\Web\Windows DreamScene (скопируйте этот адрес в строку Проводника).
Hold’em Poker — игра, разработанная Microsoft в стиле Windows Aero. Жанр: Карточная игра
Microsoft Tinker — логическая игра, которую разработала компания Fuel Games специально для пользователей Windows Vista Ultimate. В ней нужно управлять роботом, который за ограниченное количество энергии (она расходуется по мере любого действия) должен дойти до площадки с вращающимся «Леденцом». В настоящее время игра бесплатно распространяется в Games for Windows — Live для любых версий Windows XP SP2 (и выше), Windows Vista и Windows 7.
Windows Sounds — все три схемы можно выбрать в свойствах звука или скопировать, переместить или удалить в папке %SystemRoot%\Media (C:/Windows/Media).
На данный момент очень редкими являются видеообои для Windows DreamScene.